# Katharina von Genua

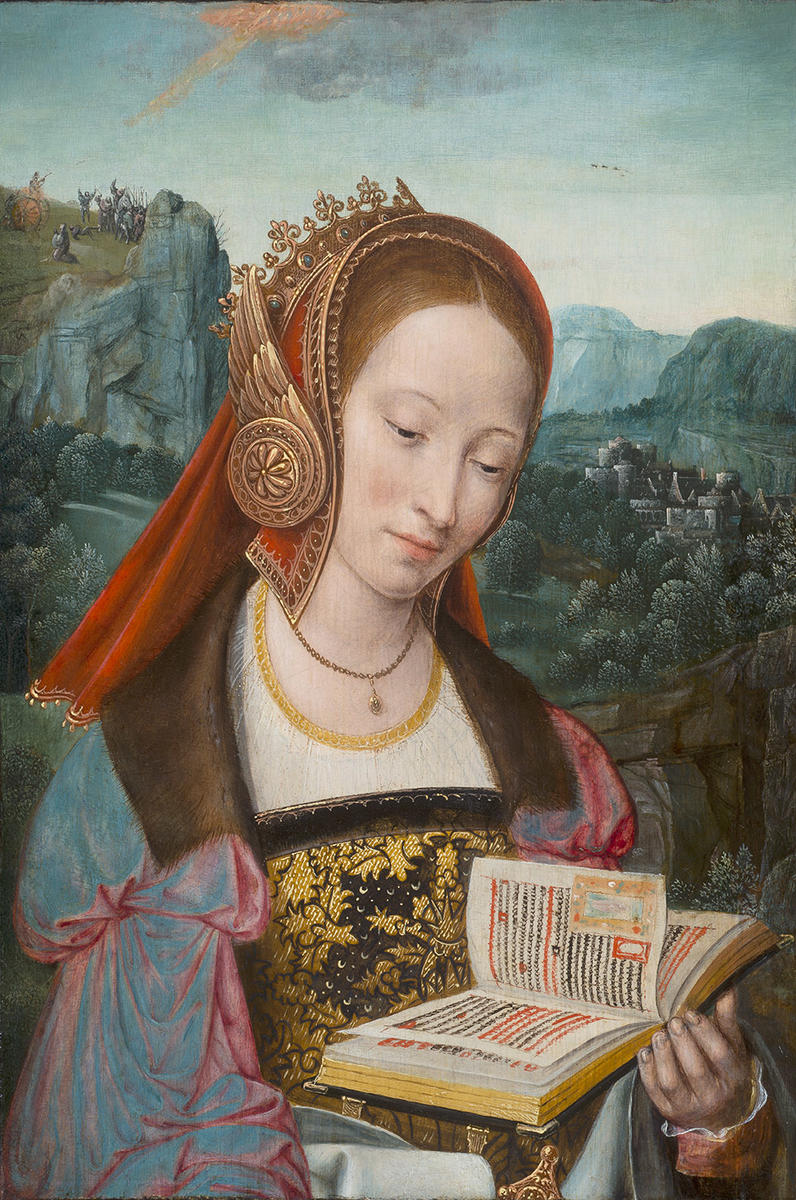
Hl. Katharina von Genua (vom Meister von Frankfurt)

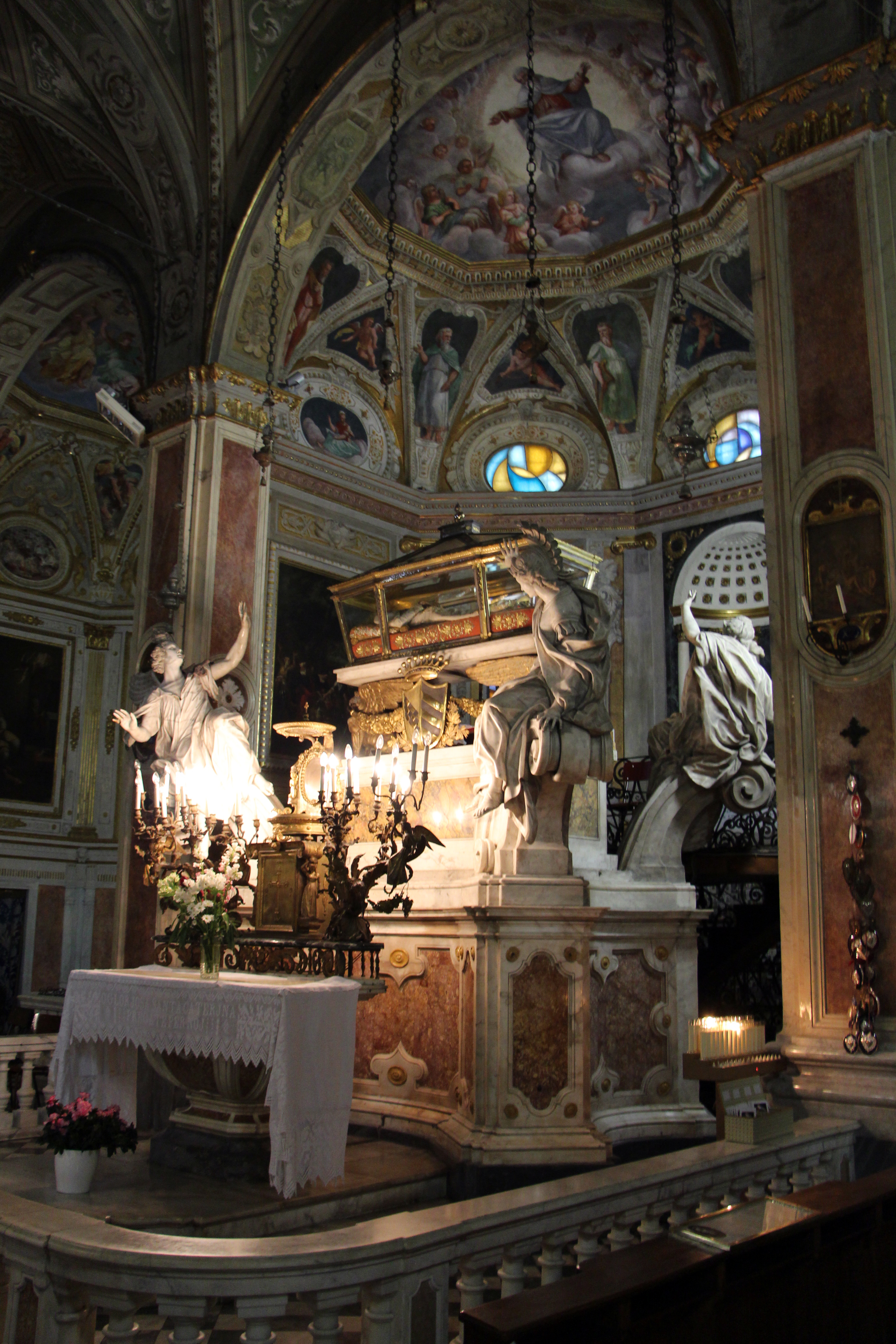
Grab der hl. Katharina von Genua, Santissima Annunziata di Portoria (Genua)

Katharina Fieschi Adorno, besser bekannt als Katharina von Genua (* 5. April 1447 in Genua; † 15. September 1510 ebenda) war eine italienische Heilige und Mystikerin. Sie wurde 1737 von der katholischen Kirche heiliggesprochen.

## Leben
Sie war Tochter des Giacomo Fieschi aus Genua, dessen Familie die Päpste Innozenz IV. und Hadrian V. gestellt hatte. Ihr Vater amtierte kurzzeitig als Vizekönig von Neapel. Sie war 1463 mit Giuliano Adorno aus einer Genueser Patrizierfamilie verheiratet worden, um die Rivalitäten der beiden Familien zu beenden; die Ehe verlief zunächst unglücklich.
Infolge einer Ekstase bekehrte sie sich 1473 zum religiösen Leben und bezog mit ihrem Mann ein bescheidenes Haus auf dem Gelände des Ospedale di Pammatone, wo sie von 1489 bis 1499 die Leitung der Frauenabteilung innehatte. Sie und ihr Mann traten als Laien in den franziskanischen Dritten Orden ein. Nach seinem Tod 1497 widmete sie sich der Pflege von Pestkranken. Ihre Namenstage sind der 22. März und der 22. Juli. Ihr Leben beschrieb Maralotti (1551).
Von ihr wird berichtet, dass sie sich selbst kasteite, um Gott näher zu sein. Während der Fastenzeit ernährte sie sich nur von der Kommunion. Ihre mystische Erfahrungen hatte sie von 1499 bis zu ihrem Tod. In dieser Zeit entstanden die drei großen mystischen Werke von Katharina, von denen der Traktat über das Fegefeuer am bekanntesten ist.

## Seligsprechung, Heiligsprechung und Verehrung
Katharina von Genua wurde 1675 durch Papst Clemens X. selig- und 1737 durch Papst Clemens XII. zusammen mit Vinzenz von Paul, Franz Regis und Juliana von Falconieri heiliggesprochen. Ihr katholischer Gedenktag ist der 15. September.
Im Jahr 1944 machte sie Papst Pius XII. zur zweiten Patronin der italienischen Krankenhäuser.

## Werke
- Vita (Lebensbeschreibung)
- Trattato del Purgatorio (Traktat über das Fegefeuer)
- Dialogo tra anima, corpo, amor propio, spirito, umanità e Dio (Geistlicher Dialog)